# Dek Messecar
Dek Messecar (* 3. března 1946) je britský baskytarista. Narodil se v Kanadě, ale dětství strávil v USA a když mu bylo sedmnáct let, přestěhoval se do Anglie. Svou kariéru zahájil jako člen dua Dek & Jerry, ve kterém hrál ještě Jerry Donahue. V letech 1972 až 1974 působil ve skupině Darryl Way's Wolf. V únoru roku 1977 začal vystupovat se skupinou Caravan; hrál na jejím albu Better by Far (1977). Nedlouho po vydání alba se skupina rozpadla, ale v roce 1980 byla opět obnovena a s Messecarem v sestavě vydala album The Album. Dek Messecar skupinu Caravan opustil v roce 1981.